# ラーチャー

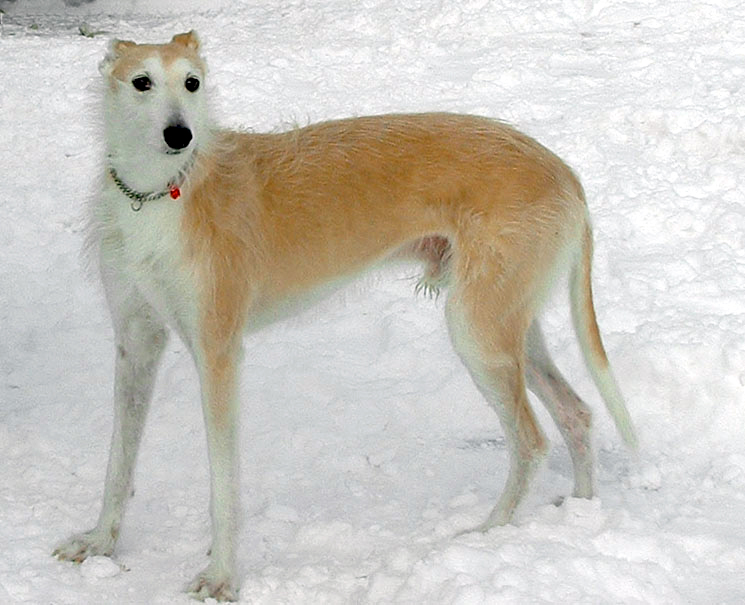
これはグレイハウンド、 スコティッシュ・ディアハウンド、コリーの混血

ラーチャー（英: Lurcher）は、サイトハウンド内もしくはその他の犬種の混血の犬である。よってラーチャーは犬種ではなく、犬のタイプであり、多くのラーチャーはグレイハウンドの血を引いている。狩猟の他、農家での害獣駆除によく使われる。

## 概要
イギリスとアイルランド産で、それ以外の国で見ることは珍しい。英国では19世紀にドッグショーが盛んになる時まで、血統ではなく、仕事の種類や外見、習性で、犬を分類していたので、ラーチャーという呼び名が誕生した。
その昔、純血種のグレイハウンド、サルーキ、ウィペット、ボルゾイ、アフガン・ハウンド、アイリッシュ・ウルフハウンド、ディアハウンドは貴族だけが所有を許された。そこで一般の者がさらに効率のよい狩猟を密猟として行うためにラーチャーは発達した。
18世紀に、勇敢で毛が短く、躾がよく入り、狡猾で脚が速く、ハンティングにぴったりな野獣がいた。それこそが古き日のラーチャーであったと信じられている。また世界大戦中では、ラーチャーはジャーマン・シェパード・ドッグやボーダー・コリーと共にメッセンジャー犬としても使用された。
ラーチャーの名前の語源はロマ語Lurで「盗賊」という意味でもある。密猟に使われることによって、1940年代にラーチャーを飼っているものは全て無法者で不名誉な者と烙印を押された。実際の記述は1686年にリチャード・ブロームが「紳士のレクリエーション」でラーチャーをテリアの仲間に入れている。
現在でも英国内には数多くのラーチャーが存在しており、狩猟、コーシング、レース、ジプシーと生活を共にして食料を確保する犬等、実用的な面が多い一方で、年をとった場合に迷子や捨て犬となってレスキュー団体で新しい飼い主を探している数は他の犬種より多い。家庭ではたいへんよいペットになるが、実用として飼っている場合、ハンティングに使えなくなり金を得ることができなくなるとラーチャーを捨てたり殺したりする人間もいる。
しかしラーチャーは非常に従順な犬であり、それ故コーシングハウンドやハンターとして使われるが、信頼できる情の深い家族になることは間違いない。ブリードではないが、英国内では歴史のある人気の高い犬でもあり、カレンダーやマグカップなど、他の犬種と肩を並べて多くのグッズも販売されている。
外見は様々なサイズと形に分かれる。上記に挙げられたサイトハウンド以外でも、ベドリントン・テリア、ブル・テリア、コリー、ジャーマン・シェパード・ドッグ、ラブラドール・レトリーバー、ポインター、ゴールデン・レトリーバー等との様々なクロスがあり、毛の長い短いや色なども様々である。またサイトハウンド同士の組み合わせはロングドッグと呼ばれる。
ラーチャーが通常のクロス（ミックス、雑種）と決定的に違うことは、ラーチャーは人間がそれぞれの狩猟方法に合わせて、意図的に狩猟に良い部分を持つ犬を掛け合わせ、実際に使役の犬として使用するために生産されていることである。例えば、グレイハウンドは世界で2番目に速く走る動物として直線を得意とするが、真っ直ぐに獲物に向かいすぎる為、ブッシュの中などは苦手である。ウィペットはグレイハウンドほど速くは走れないが、コーナーや急ターンを得意とする為、ブッシュの中でも木々にぶつからずに獲物を狩ることが出来る。よって、グレイハウンド×ウィペットを組み合わせれば、小動物を狩るのに最適なラーチャーが出来上がるというわけである。
2005年の2月、英国ではハンティングが禁止されたが、ラーチャーによる兎と鼠の狩りは現在でも法的に認められている。